# Kirill Ikonnikov
Pour les articles homonymes, voir Ikonnikov.
Kirill Guennadievitch Ikonnikov (en russe : Кирилл Геннадьевич Иконников), né le 5 mars 1984 à Léningrad (aujourd'hui Saint-Pétersbourg), est un athlète russe, spécialiste du lancer du marteau.

## Biographie
Son record personnel est de 79,20 m obtenu à Joukovski le 15 juin 2008 et il a réalisé 79,04 m le 24 juillet 2011 à Tcheboksary.
Il a participé aux Jeux olympiques de Pékin. Il a terminé quatrième des Championnats d'Europe juniors à Tampere en 2003, cinquième aux mondiaux juniors de Kingston en 2001 et médaille de bronze aux jeunesse à Debrecen en 2001.
Le 27 octobre 2016, il est disqualifié de sa 5e place des Jeux olympiques de Londres de 2012 à la suite d'un contrôle positif au turinabol. Il est contrôlé une seconde fois à Saint-Pétersbourg en février 2016 et est suspendu huit ans, jusqu'au 3 avril 2024.

## Palmarès
| Date | Compétition                          | Lieu      | Résultat | Marque  |
| ---- | ------------------------------------ | --------- | -------- | ------- |
| 2001 | Championnats du monde jeunesse       | Debrecen  | 3e       | 77,75 m |
| 2002 | Championnats du monde juniors        | Kingston  | 5e       | 71,26 m |
| 2011 | Championnats du monde                | Daegu     | 6e       | 78,37 m |
| 2012 | Coupe d'Europe hivernale des lancers | Bar       | 1er      | 75,95 m |
| 2012 | Jeux olympiques                      | Londres   | —        | DSQ     |
| 2015 | Jeux mondiaux militaires             | Mungyeong | 1re      | 75,86 m |

## Records
| Épreuve           | Performance | Lieu        | Date           |
| ----------------- | ----------- | ----------- | -------------- |
| Lancer du marteau | 80,71 m     | Tcheboksary | 5 juillet 2012 |